# Alfred Dellheim
Alfred (Fred) Dellheim (* 17. Mai 1924 in Mutterstadt; † 9. Oktober 2003 in Berlin) war ein deutscher Wirtschaftsfunktionär und SED-Funktionär in der Deutschen Demokratischen Republik (DDR). Er war von 1963 bis 1990 Direktor des VEB Berliner Werkzeugmaschinenfabrik in Berlin-Marzahn. Von 1992 bis 2003 war er Vorsitzender der Vereinigung der Verfolgten des Naziregimes – Bund der Antifaschistinnen und Antifaschisten (VVN-BdA).

## Leben

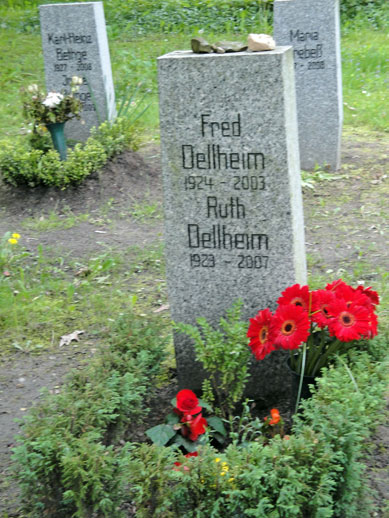
Grabstein für Alfred Dellheim auf dem Zentralfriedhof Friedrichsfelde

Dellheim wurde in einer jüdischen Familie als Sohn eines Leder-Facharbeiters geboren. 1934–1938 besuchte er die Oberrealschule. Nach der Machtübernahme der Nationalsozialisten wurde der Sohn jüdischer Eltern Alfred Dellheim Opfer rassistischer Verfolgung und musste aufgrund der Nürnberger Gesetze die Schule verlassen. Im Januar 1939 wurde er von seinen Eltern mit einem Kindertransport in die Emigration nach Großbritannien geschickt. Der größte Teil von Dellheims Familie, alle Angehörigen 1. Grades, wurden später  im Holocaust ermordet. 1940 wurde er in England als „feindlicher Ausländer“ interniert und bis 1942 in Kanada festgehalten. Er wurde Mitglied der Freien Deutschen Jugend (FDJ) in Großbritannien. Ende 1943 meldete sich Dellheim freiwillig als Soldat der  britischen Streitkräfte und kämpfte bis 1945 im Zweiten Weltkrieg.  Er wurde bei der Landung in der Normandie im Juni 1944 und an den Kämpfen bis zur Befreiung Deutschlands 1945 eingesetzt. 1944 wurde er in die Kommunistische Partei Deutschlands (KPD) aufgenommen. 
Nach dem Ende des Krieges arbeitete Dellheim zunächst als Dolmetscher bei der britischen Militärregierung in Deutschland, wurde aber dann als „roter Soldat“ versetzt. Nach seiner Entlassung aus dem Militärdienst 1947 wurde er Erster Sekretär der Bezirksleitung der FDJ im Bezirk Niederrhein in Herne, 1949 der Landesleitung Nordrhein-Westfalen in Düsseldorf. Er nahm 1950 an einem Lehrgang an der FDJ-Jugendhochschule am Bogensee teil. Im Oktober 1951 siedelte Dellheim im Auftrage „der Partei“ in die DDR über. Er wurde Mitglied der SED und hat jahrelang um die Anerkennung seiner KPD-Zugehörigkeit kämpfen müssen.
1951 bis 1953 war Dellheim Sachbearbeiter, später Arbeitsdirektor und von 1953 bis 1958 Werkleiter des  VEB Fritz-Heckert-Werk in Karl-Marx-Stadt. Von 1958 bis 1961 war er Hauptdirektor der übergeordneten VVB Werkzeugmaschinen und Werkzeuge in Karl-Marx-Stadt. Nach einem Studium an der TU Dresden, das er als Diplom-Ökonom abschloss, wurde  Dellheim 1961 zunächst Werkdirektor des VEB Maschinenbau „7. Oktober“, dann der Berliner Werkzeugmaschinenfabrik (BWF) in Berlin-Marzahn. Beide Betriebe gehörten später zum VEB Werkzeugmaschinenkombinat „7. Oktober“. 1990 schied Dellheim aus dem Arbeitsleben aus.
Von 1958 bis 1960 war Dellheim  Kandidat der SED-Bezirksleitung Karl-Marx-Stadt und von 1964 bis 1967 Mitglied der SED-Bezirksleitung Berlin.
Nach der Deutschen Wiedervereinigung war Dellheim von 1992 bis 2003 Vorsitzender des Interessenverbandes der Verfolgten des Naziregimes (IVVdN) und ab Oktober 2002 Vorsitzender der Vereinigung der Verfolgten des Naziregimes – Bund der Antifaschistinnen und Antifaschisten (VVN-BdA). Die Internationale Föderation der Widerstandskämpfer (FIR) wählte ihn zu einem ihrer Vizepräsidenten.
Dellheim wurde am 29. Oktober 2003 auf dem Zentralfriedhof in Berlin-Friedrichsfelde in der Gräberanlage für Opfer des Faschismus und Verfolgte des Naziregimes beigesetzt.

## Ehrungen
- 1974 Ehrentitel Held der Arbeit[4]
- 1977 Ehrentitel Verdienter Techniker des Volkes[5]
- 1983 Vaterländischer Verdienstorden in Gold[6]